# Arnaud Vincent
Arnaud Vincent (Laxou, 30 de novembro de 1974) é um ex-motociclista francês que competiu na MotoGP nas categorias 125cc (1996 e 1998–2003) e 250cc (2004–2006), sagrando-se campeão da125cc em 2002.

## Carreira
Sua estreia no Mundial de Motovelocidade foi em 1996, disputando o GP da França na categoria 125cc, pilotando uma Aprilia. Sem vaga para a temporada seguinte, voltou em 1998, obtendo seus primeiros pontos no GP da Malásia ao chegar em 10° lugar, e o primeiro pódio na etapa da Alemanha, chegando na segunda posição. Terminou o campeonato em 12°, com 72 pontos.
A primeira vitória na divisão menor do Mundial foi no GP da Catalunha, além de ter conquistado 2 segundos lugares e um terceiro, encerrando a temporada com 155 pontos, na sétima posição - repetida em 2000, desta vez com 132 pontos ganhos. Em 2001, foi o décimo colocado na classificação, com 2 pódios obtidos, pilotando uma Honda RS125R da equipe Team Fomma.
Seu auge foi na temporada de 2002 (voltando a pilotar uma moto Aprilia), conquistando 5 vitórias, 4 segundos lugares e uma terceira posição, terminando com 19 pontos de vantagem sobre o samarinês Manuel Poggiali, o vice-campeão. Vincent seguiu nas 125cc em 2003, disputando 9 corridas com uma KTM, pulando a etapa da República Tcheca e voltando a pilotar uma Aprilia nas últimas corridas. Ficou em 18° lugar na classificação geral, com 39 pontos.
Promovido à categoria 250cc em 2004, Vincent teve desempenho modesto na temporada, com um oitavo lugar no GP da Espanha como melhor resultado. Em 2005, terminou o campeonato zerado, ficando de fora do GP da França.
Seu último ano como piloto da divisão intermediária da MotoGP foi em 2006, onde amargou outra não-classificação, nos Países Baixos, e apenas 14 pontos ao término do campeonato.
Entre 2007 e 2008, teve uma passagem sem destaque pelo Mundial de Supersport, pilotando motos Yamaha e Kawasaki, antes de encerrar a carreira depois de 3 corridas no Campeonato Francês de Superbike. Em 2010, teve uma curta experiiência no automobilismo, disputando 4 provas do Campeonato Europeu de Sportscar, antes de sua aposentadoria definitiva das pistas.